# 뒤 카르티에역
뒤 카르티에역(프랑스어: Station Du Quartier)은 캐나다 퀘벡주 브로사르에 있는 몬트리올 광역급행철도 (REM)가 정차하는 경전철역으로, 10번 고속도로와 불바르 뒤 카르티에에 위치해있으며, 브로사르의 주요 쇼핑몰인 DIX30 (디스트랑트) 바로 동쪽에 위치해있다. 이 역은 2023년 7월 29일에 몬트리올 상트랄역에서 브로사르까지 광역급행철도 1단계 구간이 개통하면서 경전철역으로 개통하였다.

## 위치
뒤 카르티에역은 몬트리올과 셰르브루크를 잇는 10번 고속도로와 보드뢰유에서 소렐-트레이시까지 세인트로렌스강 남부 지역을 동서로 잇는 30번 고속도로의 분기점 바로 북서쪽에 위치해있다. 이곳에는 고속도로 분기점의 이름을 딴 브로사르의 DIX30 (디스트랑트) 쇼핑몰이 있는데, 역은 이 쇼핑몰의 남동쪽에 위치해있다.
역 건물은 10번 고속도로 정중앙에 위치해있으며, 버스 정류장은 불바르 뒤 카르티에에 위치해있다. 역 출구는 두 곳으로 나있는데, 서쪽 출입구로는 DIX30 쇼핑몰의 각종 상가로 이어지고, 동쪽 출입구로는 브로사르의 주상복합 지구인 솔라 위니카르티에 (Solar Uniquartier)로 이어진다. 역 북쪽으로는 10번 고속도로를 따라 불바르 타쉐로에 위치한 파나마역까지 이어지며, 역 남쪽에서 광역급행철도가 서쪽으로 향한 다음 종착역인 브로사르역까지 이어진다.

## 역사

### DIX30
뒤 카르티에역의 역사는 브로사르에 지어진 복합 쇼핑센터인 DIX30 (디스트랑트)의 역사와 함께한다. 2005년 8월, 브로사르의 10번과 30번 고속도로 분기점 근처에 55 헥타르 (550,000 m2) 규모의 여가 및 쇼핑 시설이 포함된 미국식 라이프스타일 센터 (lifestyle center) 쇼핑몰을 짓는 계획이 처음 수면에 올랐다. 브로사르에 들어설 이 복합 및 쇼핑 지구에는 호텔, 상영관 14개 규모의 영화관, 아고라 광장과 900석 규모의 극장을 짓고, 120개 상가는 물론 추후에 주택 단지가 지어질 부지도 마련해두었다.
투자 금액은 총 3억 5천만 달러에 달했으며, 투자 비용은 부동산투자신탁인 리오캔 (Rio-Can)이 50%, BB (Bombardier-Beaudoin)가 25%, 몬트리올 교통공사 연금펀드가 15%, 퀘벡시 연금펀드가 10%를 각각 투자하였고, 나머지는 캐나다 임페리얼 상업은행 (CIBC)과 스코샤 은행이 설립한 컨소시움이 투자하였다. DIX30의 1단계 입주는 2006년 9월에 시작되었으며, 37,000㎡ 규모의 78개 상점과 식당은 물론 대형 체인점들도 들어섰다. 2단계 입주는 2007년 4월에 시작하였으며 패션, 전자제품, 프랜차이즈 식당 40여곳이 입주하였고, 지하 주차장이 개통하였다. 3단계 입주는 2012년 여름에 이루어졌으며, 전자제품 및 가구 전문점인 제르맹 라리비에르와 또다른 대형 전자제품 유통업체인 베스트바이가 입주하였고, 15,700㎡ 규모의 새로운 건물도 지어졌다. 이후에도 카나디앵 드 몽레알의 훈련 시설인 벨 스포츠 센터 (오늘날의 CN 스포츠 센터)와 각종 상업 및 주거 시설이 추가로 지어졌다.

### 몬트리올 광역급행철도
2016년 4월 22일, 몬트리올 시장과 퀘벡 연금보험 및 투자신탁공사 (Caisse de dépôt et placement du Québec, CDPQ)는 광역전기철도 (Réseau électrique métropolitain, REM)라는 사업을 공식 발표하였다. 총 길이 67km의 무인 자동 경전철 노선인 광역전기철도는 브로사르에서 몬트리올 시내의 몬트리올 상트랄역을 거쳐 몬트리올 트뤼도 국제공항, 몬트리올섬 서부와 세인트로렌스강 북쪽의 두몽타뉴를 잇는 노선이다. 광역전기철도라는 이름은 설계 도중에 광역급행철도 (Réseau express métropolitain)로 이름을 바꾸었으며, 2018년 4월 12일에 착공하였다.
뒤 카르티에역은 파나마역과 마찬가지로 10번 고속도로 정중앙에 역이 들어서기 때문에 착공 직후에 우선 10번 고속도로 중심부를 폐쇄하고 토사와 배수 작업을 위해 차선 변경이 이루어졌다. 이 작업은 2019년까지 이루어졌다. 2018년 8월부터는 뒤 카르티에역에서 브로사르역으로 이어지는 고가 선로 기둥이 하나둘씩 세워지기 시작했다. 2019년에는 굴착 작업을 통해 철근 콘크리트를 침하시키는 잠함 공사와 콘크리트 기둥 건설이 진행되었으며, 마루보는 물론 빔 데크와 슬래브를 설치하였다. 2019년 7월부터는 뒤 카르티에역과 불바르 르둑 사이에 10번 고속도로를 따라 REM의 첫 선로를 설치하였다. 또한 브로사르역으로 이어지는 고가선로도 마무리되었다. 2019년 가을에 들어서서는 역 건물의 목재 지붕이 세워졌고, DIX30으로 이어지는 육교도 모습을 드러냈다. 2020년 2월에는 역 외부 공사가 거의 마무리되었고 내부 전기와 배수, 기계설비실 공사가 이루어졌다.
2020년 3월부터 5월까지는 코로나19로 공사가 일시 중단되었고, 이후 개통 예정일도 순차적으로 지연되었다. 2021년에 들어서서는 이미 선로가 다 놓였으며 반입된 전동차의 시운행이 2023년까지 이루어졌다. 개통 예정일은 몇 차례 지연되었고 2023년 7월 29일에 개통하여 이틀 동안 무료로 운행하였고, 상업 운행은 이틀 뒤인 7월 31일에 개시하였다.
REM 개통 이후 롱괴유 교통망 (RTL) 버스 노선 개편이 두 차례에 걸쳐 이루어졌다. 7월 31일에는 샹플랭 다리를 건너 몬트리올 시내로 향하던 버스가 파나마 터미널에 종착하게 되었고, 8월 21일에는 버스 노선 개편으로 뒤 카르티에역을 지나는 버스 노선이 변경되었고 배차 간격도 조정되었다.

## 시설
뒤 카르티에역은 출입구가 총 세 곳이 있는데, 북쪽 출입구로는 솔라 위니카르티에로 이어지고, 남쪽 출입구로는 DIX30으로 이어지고, 서쪽 출입구는 카르티에 고가도로에 위치해있다. 역 1층에는 북쪽과 남쪽 출입구가 있고 2층에는 서쪽 출입구와 승강장이 있는 복층 구조이다. 1층에는 출입구와 자동판매기가 위치해있으며, 2층 승강장까지는 계단과 엘리베이터를 통해 이어진다. 승강장은 1면 2선의 섬식 승강장이다. 역에는 76대 규모의 자전거 거치대가 있으며, 이 중 40대는 천장이 있어서 비나 눈으로부터 자전거를 보호한다. 자전거 거치대는 시네플렉스 오데옹 근처에 있는 보행자 통로 앞에 하나 있고, 불바르 뒤 카르티에 출입구에 하나 있다. 장애인 콜택시 전용 승강장은 DIX30 출입구 바로 옆에 위치해있다.
역에는 주차장이 따로 존재하지 않으며, 역으로 마중 나오는 차량은 불바르 뒤 카르티에를 따라 영화관 바로 옆 도로변에 차를 세울 수 있는 공간이 마련되어있다. 버스 정류장은 역에서 조금 떨어져있는데, 불바르 뒤 카르티에 방면 서쪽 출입구로 빠져나와 오른쪽에 있는 솔라 위니카르티에 방면으로 걸어가면 불바르 라피니에르에 버스 정류장이 있다. 버스 정류장에는 4, 21, 32, 132번 버스가 정차한다.

## 운행 계통
광역급행철도 1단계 구간이 개통한 현 시점에서는 모든 열차가 브로사르역과 몬트리올 상트랄역 구간을 운행한다. 몬트리올 방면 첫차는 매일 오전 5시 32분, 막차는 평일 오전 12시 50분, 토요일 오전 1시 17분, 일요일 오전 12시 47분이다. 브로사르 방면 첫차는 매일 오전 5시 52분, 막차는 평일과 일요일 오전 1시 26분, 토요일 오전 1시 56분이다. 2023년 8월 현재 배차 간격은 출퇴근 시간대에 3분 45초 간격으로 운행하며, 평시와 주말에는 7분 30초 간격으로 운행한다. 배차 간격은 추후 수요와 2단계 개통에 따라 탄력적으로 조정될 예정이다.

## 버스 연결편
2023년 8월 21일 기준 뒤 카르티에역에는 롱괴유 교통망 (RTL)의 4, 21, 32, 132번 버스가 역 근처 버스 정류장에 정차한다.
| 노선 | 노선                               | 노선                                   | 종점                    | 종점 | 종점                     | 정류장                                                                                                 | 비고           |
| ---- | ---------------------------------- | -------------------------------------- | ----------------------- | ---- | ------------------------ | --- | -------------- |
| 4    | 타쉐로 / 페이예 / DIX30            | Taschereau / Payer / DIX30             | 브로사르 브로사르역     | ↔    | 롱괴유 롱괴유 터미널     | - 브로사르 방면: 라피니에르 / 뒤 카르티에 (#30771) - 롱괴유 방면: 라피니에르 / 뒤 카르티에 (#30777)    | 매일 상시 운행 |
| 21   | 그랑달레 / 뒤 카르티에             | Grande-Allée / Du Quartier             | 브로사르 플라스 드 자바 | ↔    | 롱괴유 롱괴유 터미널     | - 브로사르 방면: 뒤 카르티에 / 라피니에르 (#30709) - 롱괴유 방면: 뒤 카르티에 / 드 레퀴녹스 (#30655)   | 매일 상시 운행 |
| 32   | 브로사르 B 지구 / 마운틴뷰         | Secteur B Brossard / Mountainview      | 브로사르 브로사르역     | ↔    | 생튀베르 불바르 마운틴뷰 | - 브로사르 방면: 라피니에르 / 뒤 카르티에 (#30771) - 생튀베르 방면: 라피니에르 / 뒤 카르티에 (#30777)  | 매일 상시 운행 |
| 132  | DIX30 / 파크 드 라 시테 / 마운틴뷰 | DIX30 / Parc de la Cité / Mountainview | 브로사르 브로사르역     | ↔    | 생튀베르 킴버 / 레오나르 | - 브로사르 방면: 뒤 카르티에 / 라피니에르 (#30709) - 생튀베르 방면: 뒤 카르티에 / 드 레퀴녹스 (#30655) | 매일 상시 운행 |

## 근처 명소
- 카르티에 DIX30 (Quartier DIX30)
- 솔라 위니카르티에 (Solar Uniquartier)
- 몬트리올 대학교 브로사르 캠퍼스

## 인접한 역
| 몬트리올 광역급행철도 | 몬트리올 광역급행철도 | 몬트리올 광역급행철도 |
| --------------------- | --------------------- | --------------------- |
| 파나마 상트랄역 방면  | 몬트리올 광역급행철도 | 브로사르 방면         |